# ジョージ・マーティン
ジョージ・ヘンリー・マーティン（英語: Sir George Henry Martin、CBE、1926年1月3日 - 2016年3月8日）は、イギリスの音楽プロデューサー。
ビートルズのほぼ全作品のプロデューサーを務め「5人目のビートルズ」と称される人物。1996年に音楽界への貢献でイングランド国王よりナイトの勲位を授与され、サー(Sir)の称号が与えられた。
1965年にアソシエイテッド・インディペンデント・レコーディング（AIR）を設立。後に取締役会長を務めた。
息子の一人は現在ビートルズの音楽総指揮を受け継いだ音楽プロデューサーのジャイルズ・マーティン。

## 人物

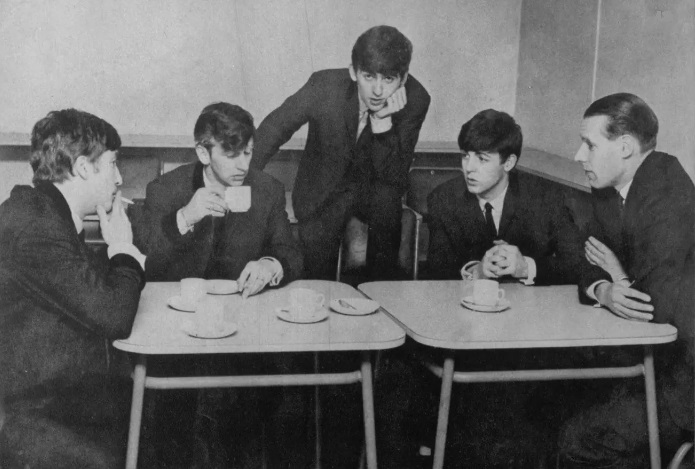
ビートルズとジョージ・マーティン（1963年頃）

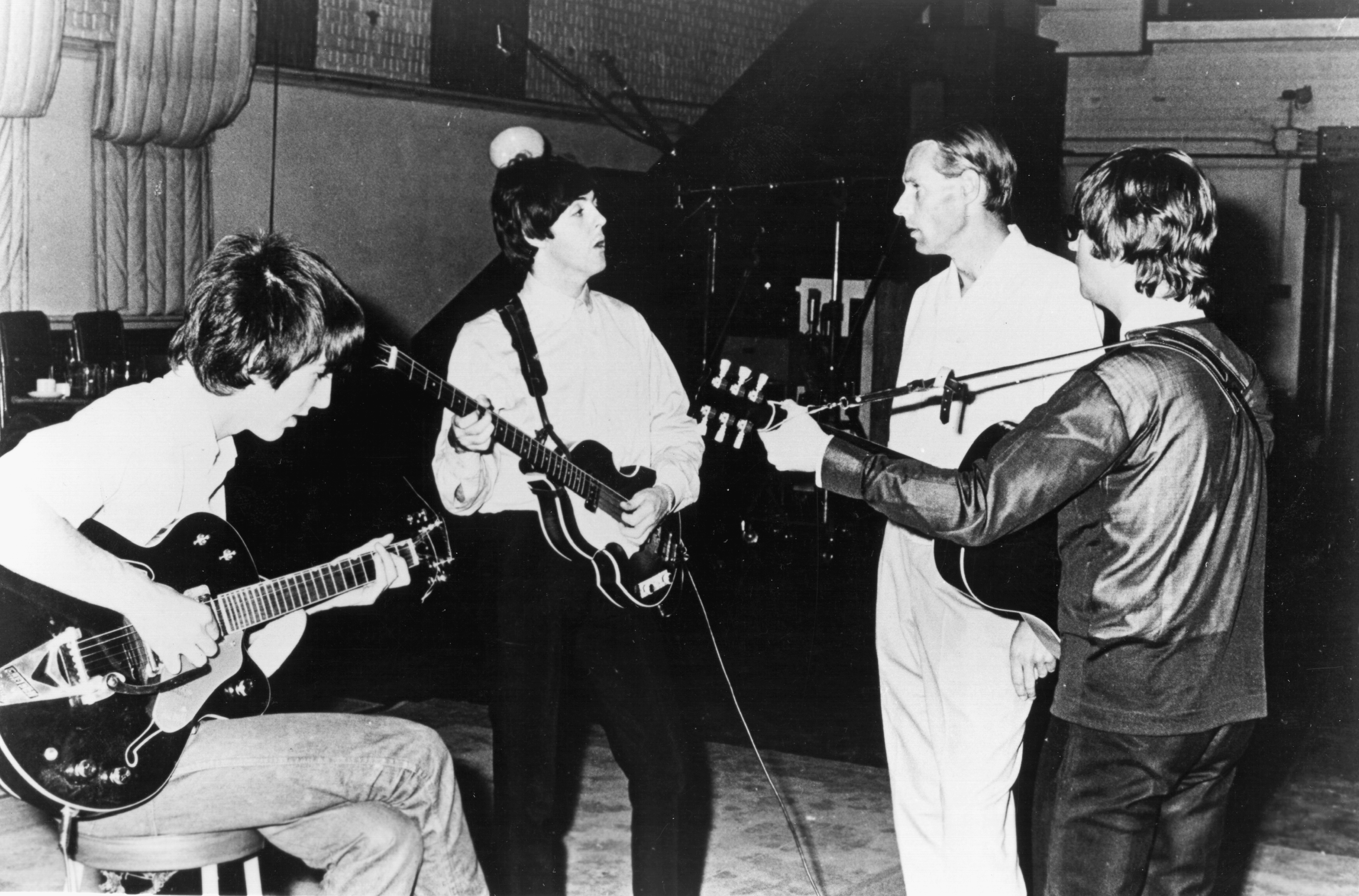
ビートルズとジョージ・マーティン（1966年）

1926年1月3日、ロンドンのハイベリーで誕生する。6歳で音楽に興味を持ち、8歳からピアノ指導を受ける。しかし母親とピアノ講師と折り合いが悪く、その後は独学でピアノを学んだ。
第二次世界大戦が始まると、家族と共にウェリン・ガーデン・シティに避難し、現地のグラマースクールで演劇やダンスを学んだ。1943年にイギリス海軍へ入隊し、航空隊に配属される。一度も戦闘に参加しないまま1947年に除隊すると、退役軍人補償金を得てギルドホール音楽演劇学校へ入学した。同校ではクラシック音楽の基礎を学びながら、オーボエとピアノを専攻。在学中の1948年に最初の妻シーナ・チザムと結婚している。オーボエ奏者として活動した後、BBC音楽部門勤務を経て、1950年に就職したEMIアビー・ロード・スタジオで多くの録音に携わる。
1955年にEMIパーロフォンのマネージャーとなり、コメディ俳優のピーター・セラーズらの作品などコメディ色の強いレコードの制作を多く担当して実績を積んだり『戦場にかける橋』のパロディ作品を作った際、収録曲「クワイ河のマーチ」が上層部から苦情を受け、既に録音し終えていた曲中の「クワイ（Kwai）」というフレーズから「K」の部分だけ削除して「ワイ河のマーチ」に作り直したという逸話がある。
1962年にデッカ・レコードに不合格となったビートルズを採用し、共同作業者として大成功を収め、1965年にはEMIを退職した。その後もジェフ・ベック、アメリカ、チープ・トリック、ポール・マッカートニーなどのプロデュースを手がける。1997年、ダイアナ妃を追悼したエルトン・ジョンの「キャンドル・イン・ザ・ウィンド97」が、彼にとってはイギリスにおける30曲目のチャート1位作品となった。
1998年、ビートルズのトリビュート盤『イン・マイ・ライフ』を息子のジャイルズと共にプロデュースし、自分の名義で発表。ジェフ・ベック、セリーヌ・ディオン、ヴァネッサ・メイ、BONNIE PINK、フィル・コリンズらが参加した。
1999年、聴力の衰えを理由にプロデューサー・エンジニアを引退。その後は講演会でのパネル活動を主軸にする。
生前最後のプロデュースは2006年発売の息子のジャイルズと共同で行われたビートルズのアルバム「LOVE」であった。
2016年3月8日、コールズヒルの自宅にて死去。90歳没。

## ビートルズ関連事項
ビートルズは1962年にデッカ・レコードのオーディションに不合格となったものの、その後にマネージャーのブライアン・エプスタインがマーティンへの売り込みに成功した。ビートルズのデモテープを聴いた彼の第一印象は「ひどかった」というものであったが、彼はメンバーと未だ面会していないにもかかわらずレコーディングを要請した。同年6月6日、彼等をEMIスタジオに呼び、多くの曲を演奏させて演奏技術を確かめた後、その場でデビュー曲のレコーディングを行った。その後「実際に対面した途端に恋をしてしまった」と語った彼はビートルズと契約した。それは長きにわたる関係の始まりであった。ちなみに彼は緊張していたメンバーに「何か気に入らないことがあるか?」と尋ねたが、ジョージ・ハリスンの回答は「あなたのネクタイが気に入らないね!」であった。
マーティンは最初のレコーディングの時にドラマーだったピート・ベストの演奏が気に入らず、レコーディングには使えないことを指摘し、ベストを解雇してリンゴ・スターを加入させるというメンバー再編の直接的な引き金を引いたと報道されていた。しかし彼は1979年に出版した自伝『耳こそはすべて（All You Need Is Ears）』で、自分はベストの脱退に関してはまったく関与していないと語っている。現在ではベストの脱退はマーティンの示唆によるもの、という説はほぼ否定されている。
マーティンの音楽的専門知識は、ビートルズの天賦の才能と達成しようと考えていたサウンドとのギャップを満たすことを助けた。ビートルズの楽曲におけるクラシック的アプローチやオーケストレーション、複雑なサウンド・エフェクトの多くは、マーティンとの共同作業によるものであった。代表的な例として「ペニー・レイン」におけるピッコロ・トランペットのソロがある。「ストロベリー・フィールズ・フォーエヴァー」ではテンポもキーも違った二つの曲を一つの曲にする離れ業を行うなど、メンバーからの困難なリクエストに応え、その音楽的な成功に大きく貢献した。彼自身は「曲のアレンジについて、ポールは音楽的に解り易く説明してくれたので、それに基づいて譜面を書けばよかったけど、ジョンは曲のイメージを抽象的に説明することが多く、彼のアイディアを実現するのには少々苦労した」と振り返っている。

## プロデュースした代表的なアーティスト
- ビートルズ
- ウイングス
- ポール・マッカートニー
- リンゴ・スター
- アメリカ
- チープ・トリック
- ジェフ・ベック
- YOSHIKI
- ピーター・セラーズ
- セリーヌ・ディオン
- エルトン・ジョン
- シラ・ブラック
- マハヴィシュヌ・オーケストラ
- ウルトラヴォックス
- UFO

## 著書
- Martin, George; Hornsby, Jeremy (2021). All You Need Is Ears. Griffin; Reprint edition. ISBN 978-1250784049
  - ジョージ・マーティン『ザ・ビートルズ・サウンドを創った男:耳こそはすべて』吉成伸幸、一色真由美（訳）、河出書房新社、2016年。ISBN 978-4309277264。